# Gramàtica francesa
La gramàtica francesa deriva, com la gramàtica de qualsevulla llengua romànica, de la gramàtica llatina.
El francès és una llengua moderadament flexional. Els substantius, els adjectius i la majoria dels pronoms es flexionen en nombre (singular i plural) i en gènere (masculí i femení). Els pronoms personals, a més a més, també en persona i en cas, i els verbs en persona, mode i temps. El cas es marca principalment fent servir preposicions i un ordre per als mots.

## Els substantius

### Gènere
Cada substantiu francès té un gènere gramatical, bé masculí bé femení, com en català. El gènere d'un substantiu referit a un ésser humà o a un mamífer es correspon generalment amb el gènere natural d'aquell substantiu, és a dir, del seu sexe. En aquest cas, gairebé sempre es dona l'existència d'un substantiu diferent per a cada gènere, i la seva creació depèn del gènere natural de l'ésser, per exemple, chanteur fa referència a un cantant home, mentre que chanteuse a una dona. En alguns casos, totes dues formes són idèntiques, i només es pot marcar la diferència amb altres elements com adjectius o articles. Així doncs, un catòlic en francès és un catholique, mentre que una catòlica és une catholique. Hi ha, però, alguns substantius que mantenen llur gènere gramatical sense importar el seu gènere natural: personne (persona) és sempre femení, mentre que professeur (professor) és sempre masculí, almenys en el francès formal.
Si bé el gènere d'un substantiu no està només determinat per la seva forma, hi ha algunes tendències. Una de les més generals és que els substantius acabats en -e solen ser femenins, i la resta masculí. Hi ha, tanmateix, moltes excepcions. Una altra tendència més consistent és que les terminacions -sion i -tion apareixen gairebé sempre en substantius femenins, mentre que d'altres com -eau són gairebé exclusivament del gènere masculí. No obstant això, un substantiu que sembla masculí per la seva forma podria ser femení: souris (ratolí) o squelette (esquelet).
En alguns casos estranys, el substantiu pot presentar tots dos gèneres, i pot emprar-se tant en masculí com en femení tot conservant el mateix significat, tot i que sempre es prefereix un gènere a l'altre. Hi ha també alguns casos encara més estranys en què el gènere canvia d'acord amb l'ús: les paraules amour (amor) i délice (delícia, plaer) són masculines en singular i femenines en plural, la paraula orgue és masculina, però quan es fa servir amb èmfasi per referir-se a un orgue d'església, és femenina. El substantiu plural gens (gent) canvia de gènere de forma molt inusual, depenent dels adjectius que l'acompanyen.

#### Regles de formació del femení
Ut supra, el femení es forma afegint una -e al masculí: français --> française. Tanmateix, hi ha els següents casos especials:
- Si el substantiu acaba en -er el femení es forma substituint aquesta terminació per -ère: boulanger --> boulangère, écolier --> écolière
- Si el substantiu acaba en -e el femení es pot formar substituint aquesta terminació per -esse: maître --> maîtresse, prince --> princesse. Però existeixen molts noms epicens: acrobate, astronome, athlète, aveugle, commissaire, complice, coupable, diplomate, esclave, funambule, géologue, gymnaste, internaute, malade, ministre, spécialiste, etc.
- Si el substantiu acaba en -eur el femení es forma substituint aquesta terminació per -euse: voleur --> voleuse. Hi ha molt pocs casos en què es substitueix la terminació del masculí per -eresse: demandeur --> demanderesse
- En alguns casos es repeteix la consonant final i s'afegeix una -e: péruvien --> péruvienne; lion --> lionne; chat --> chatte
- Si el substantiu acaba en -x el femení es forma substituint aquesta terminació per -se: époux --> épouse, boiteux --> boiteuse
- Si el substantiu acaba en -el o -eau el femení es forma substituint aquestes terminacions per -elle: différentiel --> différentielle; jouvenceau --> jouvencelle
- Si el substantiu acaba en -teur el femení es forma substituint aquesta terminació per -trice o -teuse: porteur --> porteuse; acteur --> actrice
- Si el substantiu acaba en -p o -f el femení es forma substituint aquesta terminació per -ve: loup --> louve; veuf --> veuve

Hi ha, a més a més, com en català, femenins completament irregulars:
- Père --> mère
- Frère --> sœur
- Parrain --> marraine
- Oncle --> tante
- Bouc --> chèvre
- Cheval --> jument
- Coq --> poule
- Jars --> oie

### Nombre
Així com en català, els substantius també es flexionen en nombre. Així doncs, el plural es forma generalment afegint una -s al singular, o de vegades -x. Tanmateix, ja que les consonants finals generalment no es pronuncien en francès, l'addició de -s o -x no afecta gens la pronunciació, per tant la forma plural es pronuncia gairebé sempre d'idèntica forma a la singular. A més a més, els substantius que acaben en -s (com français: francès), en -x (com choix: elecció) o en -z (com nez: nas) tenen la mateixa forma escrita tant per al singular com per al plural. No obstant això, hi ha substantius que es pronuncien i fins i tot s'escriuen diferent en plural: per exemple, œil (ull) canvia a plural en yeux; cheval (cavall) es torna chevaux i os es pronuncia diferent, quan està en singular es pronuncia [ɔs] i quan està en plural [o].

#### Regles de formació del plural
Generalment, el plural es crea afegint una -s al final del mot. Tanmateix, hi ha alguns casos especials en què el plural regeix d'altres regles:
- Si el substantiu acaba en -s, -x o -z no canvia: la croix --> les croix; le français --> les français; le nez --> les nez
- Si el substantiu acaba en -au, -eau o -eu el plural es fa afegint-hi -x: étau --> étaux; enjeu --> enjeux; oiseau --> oiseaux. Hi ha les següents excepcions: bleu --> bleus; pneu --> pneus; landau --> landaus
- Si el substantiu acaba en -al el plural es crea amb el sufix -aux: journal --> journaux; animal --> animaux. Hi ha les següents excepcions: bal --> bals; carnaval --> carnavals; chacal --> chacals; festival --> festivals; gavial --> gavials; régal --> régals; sisal --> sisals
- Hi ha set substantius que acaben en -ou que fan el plural en -x: bijou --> bijoux; caillou --> cailloux; chou --> choux; genou --> genoux; hibou --> hiboux; joujou --> joujoux; pou --> poux
- Hi ha set substantius que acaben en -ail que fan el plural en -aux: bail --> baux; corail --> coraux; émail --> émaux; soupirail --> soupiraux; travail --> travaux; vantail --> vantaux; vitrail --> vitraux

## Articles i determinants
Els articles i els determinants concorden en gènere i en nombre amb el substantiu a què acompanyen i, a diferència del que ocorre amb els substantius, la diferència entre singular i plural i masculí i femení és present tant a l'oral com a l'escrit. Potser és a causa d'això que es facin servir més en francès que no pas en català, ja que permet saber tant el gènere com el nombre a la llengua oral.
El francès té tres tipus d'articles: determinat, indeterminat i partitiu. La diferència entre l'article determinat i l'indeterminat és semblant al català. L'article partitiu, però, és semblant a l'indeterminat, però es fa servir amb substantius incomptables o quan no es té noció de la quantitat:
Exemples:
- Elle mange du fromage --> ella menja formatge
- Il boit de la bière --> ell beu cervesa
- J'ai des enfants --> tinc fills

Articles determinats
|          | Masculí | Femení |
| -------- | ------- | ------ |
| Singular | le      | la     |
| Plural   | les     | les    |

- L'article determinat en singular, tant masculí com femení (le, la) s'apostrofen davant d'un substantiu que comença per vocal o hac muda, com en català:
  - Le homme --> l'homme
  - La amie --> l'amie

Articles determinats
|          | Masculí | Femení |
| -------- | ------- | ------ |
| Singular | un      | une    |
| Plural   | des     | des    |

Partitius
|          | Masculí | Femení |
| -------- | ------- | ------ |
| Singular | du      | de la  |
| Plural   | des     | des    |

- El singular masculí (du) trenca la contracció i s'apostrofa, com el partitiu femení (de la) davant d'un substantiu que comença per vocal o hac muda:
  - Je prends de l'eau (Prenc aigua)

- La forma negativa dels partitius és de tant per a masculí, femení, com per a singular i plural:
  - Je prends du thé --> je ne prends pas de thé (Prenc te)
  - Je prends de la bière --> je ne prends pas de bière (Prenc cervesa)
  - Je mange des oranges --> je ne mange pas d'oranges (Menjo taronges)

## Els pronoms
En francès, els pronoms es poden flexionar per indicar llur funció en una proposició (subjecte, objecte directe…) i també en la persona, en el gènere i el nombre del referent (substantiu que reemplaça). No totes aquestes flexions poden donar-se alhora, per exemple, el pronom relatiu que pot tenir qualsevol referent, mentre que el pronom possessiu mien (meu) pot tenir qualsevulla funció en una proposició.
En francès, a diferència del català, el subjecte cal que aparegui sempre, com en anglès. Per tant, els pronoms tenen un paper molt important en la llengua, ja que quan no hi ha cap substantiu en funció de subjecte, cal recórrer a un pronom. A més a més, els verbs impersonals (com ploure, nevar…) fan servir en francès el pronom impersonal il, intraduïble en català:
- Il pleut --> Plou
- Il neige --> Neva

| Pronoms personals    | Pronoms personals | Pronoms personals | Pronoms personals | Pronoms personals | Pronoms personals | Pronoms personals  | Pronoms personals  | Pronoms personals  | Pronoms personals  |    |
| Persona              | Persona           | Subjecte          | Subjecte          | Objecte directe   | Objecte directe   | Objecte indirecte  | Objecte indirecte  | Tònics             | Tònics             |    |
| -------------------- | ----------------- | ----------------- | ----------------- | ----------------- | ----------------- | ------------------ | ------------------ | ------------------ | ------------------ | -- |
| Persona              | Persona           | Singular          | Plural            | Singular          | Plural            | Singular           | Plural             | Singular           | Plural             |    |
| 1a                   | 1a                | je                | nous              | me                | nous              | me                 | nous               | moi                | nous               |    |
| 2a                   | 2a                | tu                | vous              | te                | vous              | te                 | vous               | toi                | vous               |    |
| 3a                   | Masculí           | il                | ils               | le                | les               | lui                | leur               | lui                | eux                |    |
| 3a                   | Femení            | elle              | elles             | la                | les               | lui                | leur               | elle               | elles              |    |
| Pronoms possessius   |                   |                   |                   |                   |                   |                    |                    |                    |                    |    |
| Persona              | Gènere            | Un posseïdor      | Un posseïdor      | Un posseïdor      | Un posseïdor      | Més d'un posseïdor | Més d'un posseïdor | Més d'un posseïdor | Més d'un posseïdor |    |
| Persona              | Gènere            | Singular          | Singular          | Plural            | Plural            | Singular           | Singular           | Plural             | Plural             |    |
| 1a                   | Masculí           | mien              | mien              | miens             | miens             | nôtre              | nôtre              | nôtres             | nôtres             |    |
| 1a                   | Femení            | mienne            | mienne            | miennes           | miennes           | nôtre              | nôtre              | nôtres             | nôtres             |    |
| 2a                   | Masculí           | tien              | tien              | tiens             | tiens             | vôtre              | vôtre              | vôtres             | vôtres             |    |
| 2a                   | Femení            | tienne            | tienne            | tiennes           | tiennes           | vôtre              | vôtre              | vôtres             | vôtres             |    |
| 3r¡a                 | Masculí           | sien              | sien              | siens             | siens             | leur               | leur               | leurs              | leurs              |    |
| 3r¡a                 | Femení            | sienne            | sienne            | siennes           | siennes           | leur               | leur               | leurs              | leurs              |    |
| Pronoms demostratius |                   |                   |                   |                   |                   |                    |                    |                    |                    |    |
| Gènere               | Gènere            | Gènere            | Gènere            | Singular          | Singular          | Singular           | Plural             | Plural             | Plural             |    |
| Masculí              | Masculí           | Masculí           | Masculí           | celui-ci          | celui             | celui-là           | ceux-ci            | ceux               | ceux-là            |    |
| Femení               | Femení            | Femení            | Femení            | celle-ci          | celle             | celle-là           | celles-ci          | celles             | celles-là          |    |
| Pronoms relatius     |                   |                   |                   |                   |                   |                    |                    |                    |                    |    |
| Formes simples       | qui               | qui               | que               | que               | quoi              | quoi               | dont               | dont               | où                 | où |
| Formes compostes     | Gènere            | Singular          | Singular          | Singular          | Singular          | Plural             | Plural             | Plural             | Plural             |    |
| Formes compostes     | Masculí           | lequel            | lequel            | lequel            | lequel            | lesquels           | lesquels           | lesquels           | lesquels           |    |
| Formes compostes     | Masculí           | duquel            | duquel            | duquel            | duquel            | desquels           | desquels           | desquels           | desquels           |    |
| Formes compostes     | Masculí           | auquel            | auquel            | auquel            | auquel            | auxquels           | auxquels           | auxquels           | auxquels           |    |
| Formes compostes     | Femení            | laquelle          | laquelle          | laquelle          | laquelle          | lesquelles         | lesquelles         | lesquelles         | lesquelles         |    |
| Formes compostes     | Femení            | de laquelle       | de laquelle       | de laquelle       | de laquelle       | desquelles         | desquelles         | desquelles         | desquelles         |    |
| Formes compostes     | Femení            | à laquelle        | à laquelle        | à laquelle        | à laquelle        | auxquelles         | auxquelles         | auxquelles         | auxquelles         |    |
| Pronoms indefinits   |                   |                   |                   |                   |                   |                    |                    |                    |                    |    |
| Formes masculines    | Formes masculines | on                | on                | personne          | personne          | quiconque          | quiconque          | n'importe qui      | n'importe qui      |    |
| Formes neutres       | Formes neutres    | quelque chose     | quelque chose     | quelque chose     | quelque chose     | rien               | rien               | rien               | rien               |    |
| Formes variables     | Gènere            | Singular          | Singular          | Singular          | Singular          | Plural             | Plural             | Plural             | Plural             |    |
| Formes variables     | Masculí           | l'un              | l'un              | l'un              | l'un              | les uns            | les uns            | les uns            | les uns            |    |
| Formes variables     | Masculí           | quelqu'un         | quelqu'un         | quelqu'un         | quelqu'un         | quelques-uns       | quelques-uns       | quelques-uns       | quelques-uns       |    |
| Formes variables     | Masculí           | chacun            | chacun            | chacun            | chacun            | —                  | —                  | —                  | —                  |    |
| Formes variables     | Masculí           | aucun             | aucun             | aucun             | aucun             | aucuns             | aucuns             | aucuns             | aucuns             |    |
| Formes variables     | Masculí           | certain           | certain           | certain           | certain           | certains           | certains           | certains           | certains           |    |
| Formes variables     | Masculí           | tel               | tel               | tel               | tel               | tels               | tels               | tels               | tels               |    |
| Formes variables     | Femení            | l'une             | l'une             | l'une             | l'une             | les unes           | les unes           | les unes           | les unes           |    |
| Formes variables     | Femení            | quelqu'une        | quelqu'une        | quelqu'une        | quelqu'une        | quelques-unes      | quelques-unes      | quelques-unes      | quelques-unes      |    |
| Formes variables     | Femení            | chacune           | chacune           | chacune           | chacune           | —                  | —                  | —                  | —                  |    |
| Formes variables     | Femení            | aucune            | aucune            | aucune            | aucune            | aucunes            | aucunes            | aucunes            | aucunes            |    |
| Formes variables     | Femení            | certaine          | certaine          | certaine          | certaine          | certaines          | certaines          | certaines          | certaines          |    |
| Formes variables     | Femení            | telle             | telle             | telle             | telle             | telles             | telles             | telles             | telles             |    |

## Els adjectius
L'adjectiu en francès concorda en gènere i en nombre amb el substantiu a què acompanya. La forma de l'adjectiu masculí és la forma per defecte, és a dir, la que apareix als diccionaris. La forma de la majoria dels adjectius femenins singulars deriva de les formes masculines singulars, sovint només afegint-hi una -e, tot i que algunes terminacions comunes tenen patrons diferents d'acord amb les regles de formació del femení dels substantius. De la mateixa manera, les formes plurals de la majoria dels adjectius masculins i femenins es construeixen a partir de llurs formes singulars afegint-hi -s o -x. Vegeu Regles de formació del plural.
Gairebé tots els adjectius, quan es fan servir com a atributs, es col·loquen després dels seus substantius: La voiture rouge --> el cotxe vermell. Alguns adjectius, tanmateix, sovint, tot i que no sempre, els que estan relacionats amb la bellesa, edat, bondat o mida, es col·loquen davant dels substantius: Une belle femme --> una dona maca. Amb uns pocs adjectius d'aquesta última classe, hi ha dues formes per al masculí singular, una que es fa servir davant de consonants i una altra davant de vocals. Per exemple, l'adjectiu beau (maco, bonic) canvia:
- Un beau garçon --> un noi maco
- Un bel homme --> un home maco

D'altres adjectius, com també passa en català, canvien de significat depenent de la seva posició. Per exemple, ancien significa anterior quan precedeix el substantiu, però significa antic quan va al darrere.
Moltes paraules compostes contenen un adjectiu, com per exemple belle-mère (sogra), diferent de belle mère (mare maca). Alguns fan servir una forma arcaica de l'adjectiu femení, sense la -e final, com és el cas de grand-rue (carrer major), diferent de grande rue (carrer llarg) i de grand-mère (àvia), diferent de grande mère (mare alta).
| Adjectius demostratius  | Adjectius demostratius | Adjectius demostratius | Adjectius demostratius | Adjectius demostratius | Adjectius demostratius |
| ----------------------- | ---------------------- | ---------------------- | ---------------------- | ---------------------- | ---------------------- |
| Gènere                  | Singular               | Singular               | Plural                 | Plural                 |                        |
| Masculí                 | ce                     | ce                     | ces                    | ces                    |                        |
| Masculí                 | ce ...-ci              | ce ...-ci              | ces ...-ci             | ces ...-ci             |                        |
| Masculí                 | ce ...-là              | ce ...-là              | ces ...-là             | ces ...-là             |                        |
| Femení                  | cette                  | cette                  | ces                    | ces                    |                        |
| Femení                  | cette ...-ci           | cette ...-ci           | ces ...-ci             | ces ...-ci             |                        |
| Femení                  | cette ...-là           | cette ...-là           | ces ...-là             | ces ...-là             |                        |
| Adjectius possessius    |                        |                        |                        |                        |                        |
| Gènere                  | Un posseïdor           | Un posseïdor           | Més d'un posseïdor     | Més d'un posseïdor     |                        |
| Gènere                  | Singular               | Plural                 | Singular               | Plural                 |                        |
| Masculí                 | mon                    | mes                    | notre                  | nos                    |                        |
| Masculí                 | ton                    | tes                    | votre                  | vos                    |                        |
| Masculí                 | son                    | ses                    | leur                   | leur                   |                        |
| Femení                  | ma                     | mes                    | notre                  | nos                    |                        |
| Femení                  | ta                     | tes                    | votre                  | vos                    |                        |
| Femení                  | sa                     | ses                    | leur                   | leurs                  |                        |
| Adjectius interrogatius |                        |                        |                        |                        |                        |
| Gènere                  | Singular               | Singular               | Plural                 | Plural                 |                        |
| Masculí                 | quel                   | quel                   | quels                  | quels                  |                        |
| Femení                  | quelle                 | quelle                 | quelles                | quelles                |                        |
| Adjectius indefinits    |                        |                        |                        |                        |                        |
| Gènere                  | Singular               | Plural                 | Singular               | Plural                 |                        |
| Masculí                 | aucun                  | aucuns                 | certain                | certains               |                        |
| Masculí                 | autre                  | autres                 | chaque                 | —                      |                        |
| Masculí                 | maint                  | maints                 | même                   | mêmes                  |                        |
| Masculí                 | nul                    | —                      | —                      | plusieurs              |                        |
| Masculí                 | quelconque             | quelconques            | quelque                | quelques               |                        |
| Masculí                 | tel                    | tels                   |                        |                        |                        |
| Femení                  | aucune                 | aucunes                | certaine               | certaines              |                        |
| Femení                  | autre                  | autres                 | chaque                 | —                      |                        |
| Femení                  | mainte                 | maintes                | même                   | mêmes                  |                        |
| Femení                  | nulle                  | —                      | —                      | plusieurs              |                        |
| Femení                  | quelconque             | quelconques            | quelque                | quelques               |                        |
| Femení                  | telle                  | telles                 |                        |                        |                        |

## Els verbs
Així com en català, en francès el verb és l'element principal en la majoria de les oracions, tot i que és més freqüent l'existència d'oracions sense verb en francès que en català. Els verbs es conjuguen per indicar la informació següent:
- Un mode: indicatiu, imperatiu, subjuntiu, condicional, infinitiu, participi o gerundi.
- Un temps: present, passat, futur o condicional, tot i que no tots els temps estan presents en tots els modes.
- Un aspecte: perfectiu i imperfectiu.
- Una veu: activa, passiva o reflexiva.

Els verbs en els modes finits (indicatiu, imperatiu, subjuntiu i condicional) també es conjuguen per concordar amb els seus subjectes en nombre (plural o singular) i persona (primera, segona o tercera), però el subjecte cal que estigui sempre en present tret de l'imperatiu.

### El temps i el mode
El temps verbal permet situar l'acció en el temps real o irreal. Alguns verbs tenen un caràcter absolut (present, imperfet, passat simple, passat compost, futur) i d'altres, un de relatiu (com el passat anterior, el plusquamperfet i el futur anterior), la primera classe de verbs situen l'acció en el temps mentre que els segons ho fan en funció dels altres temps.
El mode és un aspecte de la forma del verb que indica el grau de realitat donat pel parlant en la proposició que fa. En francès hi ha dos modes reals: indicatiu i infinitiu; i quatre d'irreals: subjuntiu, condicional, imperatiu i participi. Aquests quatre últims modes permeten expressar ficcions, suposicions, ordres...
Els diferents temps i modes tenen bàsicament la mateixa funció en francès que en català, tot i que hi ha algunes diferències significatives. No obstant això, alguns han deixat de fer-se servir en la llengua oral, i fins i tot ja són estranys en la llengua escrita. És el cas, per exemple, del passat simple i del passat anterior de l'indicatiu, tal com també ocorre en català; i de l'imperfet i del plusquamperfet del subjuntiu. Un altre exemple és l'imperatiu de passat, que serveix per ordenar que quelcom es faci abans d'un moment donat. L'imperatiu de passat francès gairebé no es fa servir, i és generalment reemplaçat per l'imperatiu de present, que acompleix les mateixes funcions de l'imperatiu català, més un complement circumstancial, i ja que expressa en realitat una ordre en futur, se sol dir imperatiu de futur anterior.

### Conjugació
La conjugació francesa deriva de la conjugació llatina, per tant la seva conjugació és semblant a la de qualsevulla llengua romànica.
Tot i així, hi ha un punt que és força diferent de la conjugació catalana. En català per crear els temps compostos només es fa servir l'auxiliar haver, mentre que en francès encara s'ha mantingut l'auxiliar ser, per tant en la construcció dels temps compostos s'intercanvia l'ús d'être (ser, ésser, estar, haver-hi) i avoir (tenir, haver-hi). Així doncs, hi ha setze verbs de moviment (en francès: verbes de mouvement) els temps compostos dels quals es conjuguen amb el verb auxiliar être, mentre que la resta els construeixen amb l'auxiliar avoir. Aquests setze verbs són: devenir, monter, sortir, venir, aller, naître, retourner, revenir, descendre, entrer, rentrer, tomber, rester, arriver, mourir i partir. També es conjuguen amb el verb auxiliar être tots els verbs pronominals i tots els derivats dels setze verbs de moviment. Els que es conjuguen amb l'être fan concordança entre el subjecte (singular o plural i masculí o femení) i el participi:
- Il est tombé --> ell ha caigut | Elle est tombée --> ella ha caigut
- Ils sont tombés --> ells han caigut | Elles sont tombées --> elles han caigut
- Je suis allé --> jo vaig anar (masc.) | Je suis allée --> jo vaig anar (fem.)
- Nous sommes sortis --> nosaltres hem sortit (masc.) | Nous sommes sorties --> nosaltres hem sortit (fem.)
- Tu t'es lavé --> tu t'has rentat (masc.) | Tu t'es lavée --> tu t'has rentat (fem.)

En general, la sistematizació verbal francesa és bastant semblant a la catalana, fins i tot en aquells casos en què els verbs són irregulars. Per exemple:
| Francès - Prendre / Je prends / J'ai pris - Vivre / Je vis / J'ai vécu - Dormir / Je dors / J'ai dormi - Sentir / Je sens / J'ai senti - Couvrir / Je couvre / J'ai couvert - Cueillir / Je cueille / J'ai cueilli - Mourir / Je meurs / Je suis mort - Vouloir / Je veux / J'ai voulu - Mettre / Je mets / J'ai mis - Vaincre / Je vaincs / J'ai vaincu - Faire / Je fais / J'ai fait - Conclure / Je conclus / J'ai conclu - Dire / Je dis / J'ai dit - Écrire / J'écris / J'ai écrit - Cuire / Je cuis / J'ai cuit | Català - Prendre / Jo prenc / Jo he pres - Viure / Jo visc / Jo he viscut - Dormir / Jo dormo / Jo he dormit - Sentir / Jo sento / Jo he sentit - Cobrir / Jo cobreixo / Jo he cobert - Collir / Jo cullo / Jo he collit - Morir / Jo moro / Jo he mort - Voler / Jo vull / Jo he volgut - Metre / Jo meto / Jo he mes - Vèncer / Jo venço / Jo he vençut - Fer / Jo faig / Jo he fet - Concloure / Jo concloc / Jo he conclòs - Dir / Jo dic / Jo he dit - Escriure / Jo escric / Jo he escrit - Coure / Jo coc / Jo he cuit |

## Anotacions
1. ↑  Serveixen per emfatitzar la persona que parla: Moi, je ne veux pas --> Jo no vull pas (fent èmfasi al jo). També es fan servir en la formació dels imperatius dels verbs pronominals: Lave-toi --> Renta't; o de les proposicions interpersonals: Aide-moi --> Ajuda'm.
2. 1 2 3 4 5 6  Quan es troben davant d'una vocal o d'una hac muda, els pronoms je, me, que, le, la i te s'apostrofen en j', m', qu', l' i t'; V.G., J'ai des enfants; j'habite à Paris; tu t'est allé hier; je m'appelle Charles; tu l'aides à faire ses devoirs
3. ↑  En el tractament formal, el pronom plural vous equival al català vós, vostè. La concordança subjecte-verb es fa, en aquest cas, en plural, però la concordança subjecte-atribut, en singular: Vous êtes un bon professeur --> Vostè és un bon professor; → êtes: verb être 2a persona del plural; un bon professeur: atribut en singular
4. ↑  Es fan servir únicament per reemplaçar persones.
5. ↑  Es fan servir només per reemplaçar coses.
6. 1 2 3 4  Aucun(e) (cap) és seguit del singular en tant que aucun existeixi en el sentit considerat (sobretot en cas d'una entitat incomptable). Tanmateix, i tot i el seu sentit privatiu, aucun pren la forma plural quan funciona com a adjectiu.
7. ↑  Quan l'adjectiu demostratiu es troba davant d'una vocal o d'una hac muda, es fa servir cet (V.G., cet homme, cet appartement).